# Catocala alterata
Catocala alterata là một loài bướm đêm trong họ Erebidae.